# Beleg van Caen
Het Beleg van Caen in 1346 was een slag tijdens de Engelse invasie van dat jaar onder leiding van Eduard III. Het was een van de eerste en belangrijkste van de campagne die uiteindelijk zou leiden tot de verpletterende overwinning van de Engelsen in de Slag bij Crécy en het latere Beleg van Calais.

## Landing in Frankrijk
De campagne begon op 11 juli 1346 toen de vloot van Eduard vertrok vanuit Engeland en de volgende dag op Saint-Vaast-la-Hougue landde, 32 kilometer van Cherbourg. De kracht van het Engelse leger werd geschat tussen de twaalf- en vijftienduizend man. Een leger dat bestond uit Engelsen, Welshmen en Duitse en Bretonse huurlingen. Het Engelse leger trok zuidwaarts met een grootschalige inval in het Franse grondgebied. De steden Carentan, Saint-Lô, Torteval werden samen met vele andere steden verwoest. Caen, de culturele, politieke, religieuze en het financiële centrum van Noord-West Normandië, was het oorspronkelijke doel van Eduard. Hij hoopte zijn uitgaven aan de expeditie terug te winnen en de Franse regering te terroriseren door het innemen van deze belangrijke positie en het te vernietigen.
Caen was een oude stad die opgesplitst was in twee delen. De stad lag op de noordelijke oever van de Orne en werd verder verdeeld door een tak van de rivier Odon die de stad weer opdeelde in oude en nieuwe onderdelen. Het oude gedeelte was een ommuurde stad met een zeer sterk kasteel, maar was kwetsbaar voor een Engelse aanval op de posities waar de muren waren afgebrokkeld. Het nieuwe gedeelte van de stad was een rijke wijk vol met kooplieden en landeigenaren die leefden op het eiland gevormd tussen de Orne en de tak die de stad verdeelde. Dit district was makkelijker te verdedigen. De stad bezat ook twee grote versterkte abdijen, een aan elke kant van de stad, die gebruikt konden worden om bolwerken te vormen tegen een aanvallende kracht.

## De Slag
Het Engelse leger arriveerde buiten de muren op 26 juli 1346, en meteen vielen ze de onverdedigde abdijen aan, voordat die zich konden voorbereiden op een aanval. De Franse verdedigers, onder leiding van Rudolf IV van Eu, waren oorspronkelijk opgesteld bij de oude stad en het kasteel. De druk van de rijke burgers overtuigde hem om de verdediging te verschuiven naar het eiland nadat de Engelsen waren aangekomen. Deze overhaaste terugtrekking bleek rampzalig, alle belangrijke voorzorgsmaatregelen, van vitaal belang voor de verdediging van de stad, werden over het hoofd gezien in de gehaaste verhuizing.
Nu hun oorspronkelijke plan niet meer nodig was, veranderden de Engelsen hun opmars en bereidde de aanval voor op de verdedigde bruggen aan het noorden van de oever. Er werd tevens een klein leger verzonden naar de blokkade van de 300 soldaten die nog in het kasteel in het noorden van de stad waren, onder leiding van de Bisschop van Bayeux. De aanval werd geleid door Thomas Beauchamp, Willem van Bohun en Richard Talbot, die weinig controle hadden over de mannen die vermoedelijk onder hun commando stonden. Toen Eduard de aanval zag doorgaan voordat hij klaar was, gaf hij het teken om terug te trekken, maar het teken werd genegeerd door zijn mannen.
Zo wierpen honderden Engelse soldaten zich in de strijd om de bruggen. Engelse langboogsoldaten en Welshe lansiers waadde zich de rivier in en kropen over de boten die nog niet waren verwijderd van de noordelijke oever tijdens de overhaaste verhuizing aan het begin van de actie. De Franse verdediging brak al snel en zo konden de Engelsen de stad innemen. De hoogste Franse officieren namen hun paarden en vluchtten weg, er werden slechts enkele edelen gevangengenomen.

## Nasleep
De zegevierende Engelsen begonnen hun woede op de stad te uiten; ze brandden het grootste deel af en namen honderden ponden in beslag. Veel inwoners van de stad probeerden te ontvluchten, maar werden vermoord door de Engelse cavalerie. Ten minste 2.500 Franse lichamen werden later begraven in de massagraven buiten de stad, en het totale aantal doden zal naar waarschijnlijkheid rond de 5.000 liggen. Engelse slachtoffers werden niet meegeteld. Het uitbuiten van de stad duurde in totaal vijf dagen.
Onder de buit waren verschillende hooggeplaatste Franse edelen, die niet waren ontsnapt. Zij werden allen vrijgekocht op de graaf van Eu na. Hij zou een gevangene in Engeland blijven tot 1350, toen hij vrijwillig terug naar Frankrijk ging en daar werd terechtgesteld door de koning. Het Engelse leger verplaatste zich op 1 augustus 1346, waarbij ze het kasteel en de verwoeste stad achterlieten. Ze gingen door naar het zuiden, richting Parijs. Dat doel zou worden ontzegd aan Eduard, maar in de latere overwinningen op Blanchetaque, Crecy en Calais, zou hij vaste Engelse aanwezigheid in Noord-Frankrijk voor tweehonderd jaar weten vast te leggen.